# Ranunculus acris
Ranunculus acris (ranuncle agre) o botó d'or, botó daurat o esperó d'or és una espècie de ranuncle molt comuna entre els ranuncles d'Euràsia.
És una espècie am aspecte molt variable segons el lloc del món on creix. És una planta una mica pilosa amb ls flors grogues d'un 25 mm de diàmetre. Els seus fruits són aquenis. Conté ranunculina, que esdevé la toxina protoanemonina la qual causa dermatitis i vòmits. A Espanya aquesta espècie és a la llista de plantes de venda regulada.
L'espècie poc comuna Ranunculus aestivalis de vegades es tracta com una varietat botànica de R. acris.
És una planta tòxica pels ramats i a Nova Zelanda, on va ser introduïda, ha causat danys econòmics importants.